# دستگاه اندامی

- سیستم عصبی در محل قرارگیری خود در بدن

یک دستگاه اندامی (به انگلیسی: organ system) به گروهی از اندام‌ها گفته می‌شود که برای انجام یک یا چند عملکرد با هم به عنوان یک دستگاه زیستی کار می‌کنند. هر عضو وظیفه بخصوصی را در بدن عهده دارد و از بافت‌های مشخصی تشکیل شده‌است.

## دستگاه‌های اندامی و عملکرد آنها
۱۱ دستگاه اندامی متمایز در انسان وجود دارنداساس  کالبدشناسی را تشکیل می‌دهند. دیگر جانداران دارای دستگاه اندامی مشابه هستند، اگرچه حیوانات ساده‌تر ممکن است شمار اندام‌های کمتری در دستگاه اندامی خود داشته باشند. گیاهان نیز اندام‌‌هایی مانند گل و برگ دارند و در دستگاه‌های اندامی دسته‌بندی می‌شوند.
| سیستم اندام                          | شرح                                                                                      | اندام‌های تشکیل دهنده |
| ------------------------------------ | ---------------------------------------------------------------------------------------- | --- |
| دستگاه تنفسی                         | تنفس: تبادل اکسیژن و دی‌اکسید کربن                                                        | بینی انسان، دهان انسان، سینوس‌های پارانازال، حلق، حنجره، نای، نایژه، ریه‌ها و دیافراگم قفسه سینه.                                           |
| دستگاه گوارش                         | هضم: تجزیه و جذب مواد مغذی، دفع مواد زائد جامد                                           | دندانهای انسان، زبان، غدد بزاقی، مری، معده، کبد، کیسه صفرا، لوزالمعده، روده کوچک، روده بزرگ، راست‌روده و مقعد                              |
| دستگاه گردش خون / قلب و عروق / عروقی | گردش خون به منظور انتقال مواد مغذی، مواد زائد، هورمون‌ها، O 2، CO 2 و کمک به حفظ pH و دما | خون، قلب، سرخرگ‌ها، سیاهر‌گ‌ها، مویرگ‌ها |
| دستگاه ادراری / کلیه / مجاری ادراری  | حفظ تعادل مایعات و الکترولیت‌ها، تصفیه خون و دفع مواد زائد مایع (ادرار)                   | کلیه‌ها، میزنای، مثانه و مجرای ادرار |
| دستگاه پوششی                         | محافظت از بدن و تنظیم حرارتی                                                             | پوست، مو، غدد برون‌ریز، چربی و ناخن‌ها |
| استخوان‌بندی                          | حمایت و محافظت ساختاری، تولید سلولهای خونی                                               | استخوان‌ها، غضروف‌ها، رباط‌ها و زردپی‌ها. |
| دستگاه ماهیچه‌ای                      | حرکت بدن، تولید گرما                                                                     | ماهیچه اسکلتی، ماهیچه صاف و ماهیچه قلبی                                                                                                   |
| دستگاه درون‌ریز                       | ارتباط درون بدن با استفاده از هورمون‌های ساخته شده توسط غده درون‌ریز                       | هیپوتالاموس، هیپوفیز، غده صنوبری، تیروئید، پاراتیروئید و غدد فوق کلیوی، تخمدان‌ها، بیضه‌ها                                                  |
| دستگاه لنفاوی                        | بازگشت لنفاوی به جریان خون، کمک به پاسخ‌های ایمنی، تشکیل گلبول‌های سفید خون                | لنفاوی، غدد لنفاوی، عروق لنفاوی، لوزه‌ها، طحال، تیموس                                                                                      |
| دستگاه عصبی                          | سنجش و پردازش اطلاعات ، کنترل فعالیت‌های بدن                                              | مغز، نخاع، اعصاب، اندام‌های حسی و دستگاه‌های حسی زیر (زیر دستگاه‌های عصبی): دستاه بینایی، بویایی، طعم (دستگاه چشایی)، شنوایی (دستگاه شنوایی) |
| دستگاه تناسلی                        | اندام‌های جنسی در تولید مثل                                                               | تخمدان‌ها، لوله‌های رحمی، رحم، واژن، غدد پستانی، آلت تناسلی، بیضه‌ها، مجرای وابران، کیسه منی و پروستات                                       |